# 夏尔·保罗·德·科克

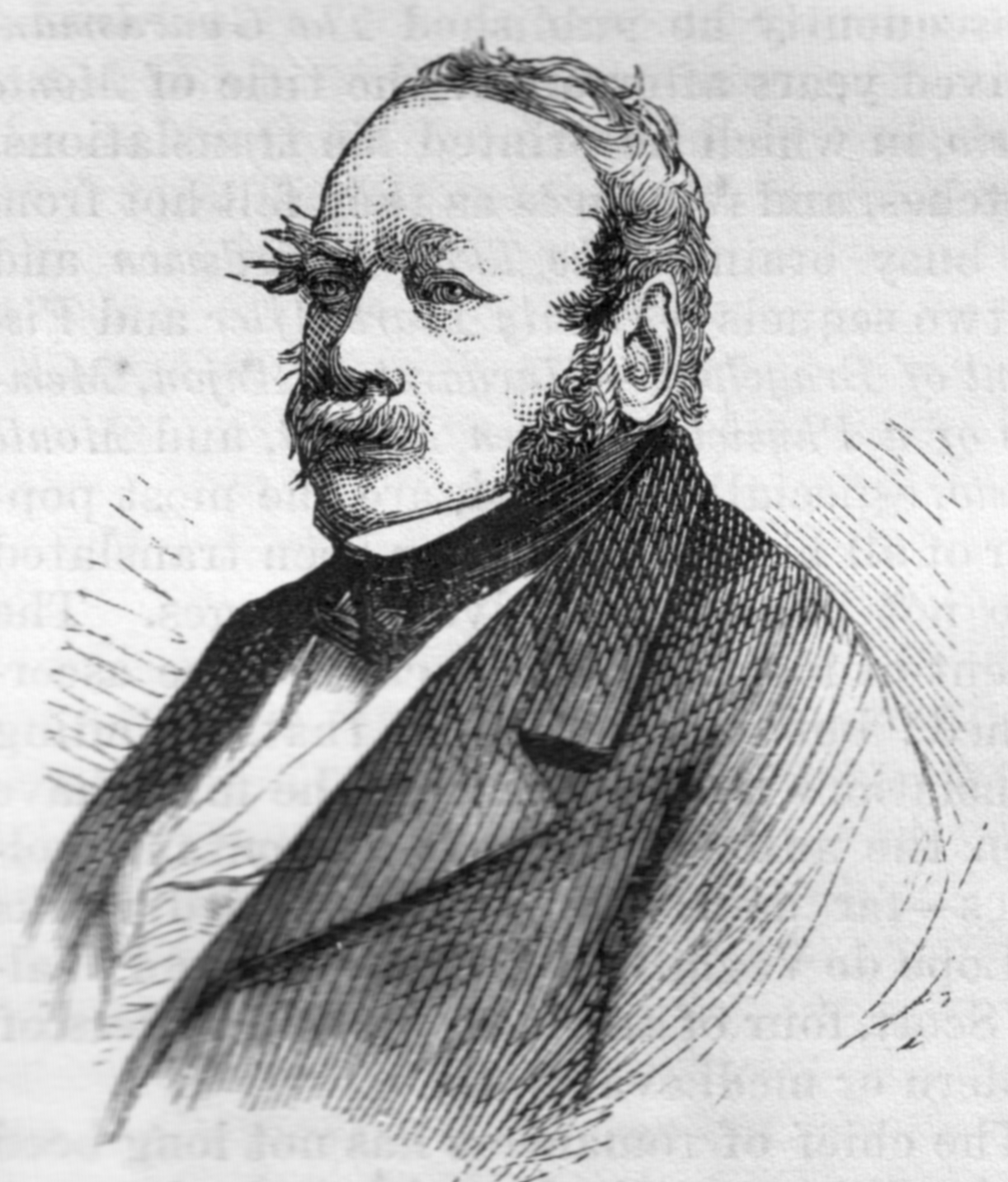
夏尔·保罗·德·科克

夏尔·保罗·德·科克（Charles Paul de Kock，1793年5月21日—1871年4月27日）是一位法国小说家。 

## 生平
他的父亲是一位具有荷兰血统的银行家，恐怖时期的1794年3月24日，他的父親在巴黎的断头台被處決。
保罗·德·科克起初是一名银行职员。 18岁时他開始自费出版自己的第一部小说。  1820年，他开始创作长篇小说。 
1905年版的新國際百科全書認為他的短篇小说“相当粗俗，一點也不高雅”。